# Analleucosma rubidocincta
Analleucosma rubidocincta är en skalbaggsart som beskrevs av Schein 1956. Analleucosma rubidocincta ingår i släktet Analleucosma och familjen Cetoniidae. Inga underarter finns listade i Catalogue of Life.